# Ciarán Cannon
Ciarán Cannon (né le 19 septembre 1965) est un homme politique irlandais du Fine Gael qui est Teachta Dála (TD) pour la circonscription de Galway Est depuis 2011. Il est auparavant sénateur du Parti démocrate progressiste et est le dernier chef élu de ce parti. Il est ministre d'État de 2011 à 2014, puis de 2017 à 2020. Il est sénateur de 2007 à 2011, après avoir été nommé par le Taoiseach,.
Avant de se lancer en politique, il est dirigeant de l'Irish Pilgrimage Trust.

## Démocrates progressistes
Sous l'étiquette des Démocrates progressistes, Cannon est élu au conseil du comté de Galway en 2004, pour représenter la zone électorale locale de Loughrea, avec 1 307 votes de première préférence. Il est battu aux élections générales de 2007 à Galway Est. Il est nommé par le Taoiseach Bertie Ahern au 23e Seanad en 2007.
Cannon est élu chef des démocrates progressistes en avril 2008. Il est le premier chef du parti à siéger en tant que sénateur tout en étant chef.

## Fine Gael
Le 24 mars 2009, Cannon annonce sa décision de démissionner de la direction du PD et rejoint le Fine Gael le même jour. Aux élections générales de 2011, il est l'un des deux députés du Fine Gael élus à Galway East.
Le 10 mars 2011, il est nommé par le gouvernement de coalition dirigé par Enda Kenny ministre d'État au ministère de l'Éducation et des Compétences, chargé de la Formation et des Compétences. Il est démis de ses fonctions de ministre lors d'un remaniement le 15 juillet 2014. Aux élections générales de 2016, il est élu au troisième siège dans Galway Est.
Le 20 juin 2017, il est nommé par le gouvernement minoritaire dirigé par Leo Varadkar ministre d'État au ministère des Affaires étrangères et du Commerce chargé de la diaspora et du développement international.
Il appelle à voter « non » lors du référendum de 2018 pour autoriser une législation sur l'avortement.
Aux élections générales de 2020, il est élu au deuxième siège dans Galway Est. Il continue à exercer ses fonctions de ministre d'État jusqu'à la formation d'un nouveau gouvernement le 27 juin 2020.

## Vie privée
Cannon est musicien et auteur-compositeur et a collaboré avec le chanteur folk irlandais Seán Keane et d'autres sur des projets d'écriture de chansons,.
Cannon est également un fervent défenseur de la sécurité des cyclistes et des cyclistes. Il se spécialise dans les défis cyclistes d'endurance et le 19 juin 2021, il parcourt l'Irlande d'un bout à l'autre, une distance de 575 km, en 23 heures et 23 minutes, pour récolter des fonds pour une œuvre caritative.
Le 2 juillet 2021, il est impliqué dans un accident de la route et est grièvement blessé. Le 2 juillet 2022, il marque le premier anniversaire de l'incident en parcourant 500 km autour de la frontière du comté de Galway,.